# Calicasas (kommunhuvudort)
Calicasas är en kommunhuvudort i Spanien. Den ligger i provinsen Provincia de Granada och regionen Andalusien, i den södra delen av landet, 300 km söder om huvudstaden Madrid. Calicasas ligger 759 meter över havet och antalet invånare är 553.
Terrängen runt Calicasas är kuperad åt sydost, men åt nordväst är den platt. Terrängen runt Calicasas sluttar västerut.Runt Calicasas är det tätbefolkat, med 636 invånare per kvadratkilometer. Närmaste större samhälle är Granada, 9,2 km söder om Calicasas. Trakten runt Calicasas består till största delen av jordbruksmark.